# Profeta menor
Los Profetas Menores, a veces los Doce Profetas (en arameo: תרי עשר, Trei Asar, "Los Doce"), Libro de los Doce o Libro de los Doce Profetas Menores, (שנים עשר, Shneim Asar; תרי עשר, Trei Asar, "Twelve"; δωδεκαπρόφητον, ; Duodecim prophetae, "doce profetas") son los doce libros proféticos de menor longitud del Antiguo Testamento, que van a continuación de los profetas mayores.  En la biblia hebrea están agrupados en un solo libro al final de Nevi'im.
El término "menor" se refiere a la longitud de cada libro (que van desde un solo capítulo a catorce), e incluso el más largo es corto en comparación con los de los cuatro profetas mayores, Isaías, Jeremías, Ezequiel y Daniel. 
El nombre «Profetas menores» se remonta a Agustín de Hipona, quien distinguió los doce libros proféticos más cortos como «prophetae minores» de los cuatro libros más largos de los profetas Isaías, Jeremías, Ezequiel y Daniel.
Los doce profetas menores se conmemoran de diversas maneras en las liturgias cristianas, incluyendo lecturas específicas en el Breviario tridentino católico romano y en el Leccionario moderno a lo largo del año litúrgico, y se honran colectivamente el 31 de julio en el calendario de la Iglesia Apostólica Armenia.
No se sabe cuándo se recopilaron estas obras cortas ni cuándo se trasladaron a un solo rollo, pero la primera evidencia extra-bíblica que se tiene de estos textos como colección fue aproximadamente hacia el año 190 a. C., en los escritos de Jesus Ben Sirac. La evidencia de los Rollos del Mar Muerto sugiere que el orden moderno se estableció en 150 a. C.: se cree que inicialmente se recogieron los seis primeros, y más tarde se agregaron los otros seis. Los dos grupos parecen complementarse entre sí. En marzo del 2021, se hallaron fragmentos de un pergamino bíblico escrito en griego, en una cueva, en un acantilado en la reserva natural de Nahal Hever, cerca de la llamada "Cueva de los Horrores". Dichos fragmentos permiten reconstruir pasajes de esta colección (los llamados libros de Zacarías y Nahum) que podrían contribuir a entender la historia de la traducción griega de la Biblia.

## Textos bíblicos
Sus obras se estudian frecuentemente juntas, y están siempre ordenadas en las biblias judías, protestantes y católicas como:
1. Oseas
2. Joel
3. Amós
4. Abdías
5. Jonás
6. Miqueas
7. Nahum
8. Habacuc
9. Sofonías
10. Hageo
11. Zacarías
12. Malaquías

Sin embargo, en muchas Biblias Cristianas Ortodoxas están ordenados de acuerdo con la Septuaginta del siguiente modo:
1. Oseas
2. Amós
3. Miqueas
4. Joel
5. Abdías
6. Jonás
7. Nahum
8. Habacuc
9. Sofonías
10. Hageo
11. Zacarías
12. Malaquías

La comparación de las secuencias de estos profetas menores y la época a le que pertenecieron es la siguiente:
Los doce libros son:
| Orden | Ortodoxo orden | Libro                 | Fecha tradicional                                        |
| ----- | -------------- | --------------------- | -------------------------------------------------------- |
| 1     | 1              | Oseas (Osee)          | siglo VIII a. C. (antes de la caída del Reino de Israel) |
| 2     | 4              | Joel                  | incierto                                                 |
| 3     | 2              | Amós                  | siglo VIII a. C. (antes de la caída del Reino del Norte) |
| 4     | 5              | Abdías (Abdias)       | incierto (siglo IX o VI a. C.)                           |
| 5     | 6              | Jonás (Jonas)         | incierto (siglo VIII a. C. o periodo postexílico)        |
| 6     | 3              | Miqueas (Micheas)     | siglo VIII a. C. (antes de la caída del Reino del Norte) |
| 7     | 7              | Nahúm (Naum)          | siglo VII a. C. (antes de la caída del Reino de Judá)    |
| 8     | 8              | Habacuc (Habacuc)     | Siglo VII a. C. (antes de la caída del Reino del Sur)    |
| 9     | 9              | Sofonías (Sofonías)   | Siglo VII a. C. (antes de la caída del Reino del Sur)    |
| 10    | 10             | Hageo (Aggeus)        | Siglo VI a. C. (después del regreso del exilio)          |
| 11    | 11             | Zacarías (Zacharias)  | Siglo VI a. C. (después del regreso del exilio)          |
| 12    | 12             | Malaquías (Malachias) | Siglo V a. C. (después del regreso del exilio)           |

## Composición
Muchos, aunque no todos, los eruditos modernos están de acuerdo en que el proceso de edición que produjo el Libro de los Doce alcanzó su forma definitiva en la Jerusalén durante el período aqueménida (538 a. C.-332 a. C.), aunque no hay acuerdo sobre la fecha concreta. Los estudiosos suelen asumir que existe un núcleo original de la tradición profética en cada libro que se puede atribuir a la figura de la cual toma el nombre.
En general, cada libro incluye tres tipos de materiales:
- Material autobiográfico, escrito en primera persona, algunos de los cuales se remontan al profeta de que se trate;
- Materiales biográficos sobre el profeta, escritos en tercera persona - que demuestra que la recopilación y edición de los libros fue completada por personas distintas a los mismos profetas;
- Oráculos o discursos de los profetas, por lo general en forma poética, y basados en una amplia variedad de géneros: juicio de la Alianza, oráculos contra las naciones, oráculos del juicio, discursos, canciones, himnos, narrativa, lamentos, leyes, proverbios, gestos simbólicos, oraciones, escritos sapienciales y profecías.[10]

La comparación de diferentes manuscritos antiguos indica que el orden de los libros individuales fue originalmente fluido. La disposición que se encuentra en las Biblias actuales es más o menos cronológica. 
Primero vienen los profetas datados a principios del período asirio: Oseas, Amós, Abdías, Jonás, Miqueas. Joel no está datado, pero se colocó posiblemente antes de Amós porque partes de un verso del final del libro de Joel (Joel 3:16, 4,16 en hebreo) se repite al comienzo del libro de Amós (Amós 1:2) siendo idénticos. También podemos encontrar tanto en Amós  4:9 y Amós 7:1-3 como en Joel 1:4 la descripción de una plaga de langostas. 
Después se sitúan los profetas correspondientes al posterior período asirio: Nahum, Habacuc y Sofonías. Por último vienen los correspondientes al período persa: Hageo, Zacarías y Malaquías. Sin embargo, es importante tener en cuenta que la cronología no es la única consideración, ya que "parece que un enfoque enfático sobre Jerusalén y Judá fue [también] una preocupación principal". Por ejemplo, el libro de Abdías se entiende generalmente como un reflejo de la destrucción de Jerusalén en el año 586 a. C. y, por tanto, debió ser escrito más tarde en una secuencia puramente cronológica.

### Como colección
Se desconoce cuándo se recopilaron estas obras breves y se transfirieron a un solo rollo, pero la primera evidencia extrabíblica de los Doce como colección data de alrededor del 190 a. C. en los escritos de Yeshua ben Sirach, y las pruebas de los Rollos del Mar Muerto sugieren que el orden moderno del Tanaj, que podría incluir los doce, se había establecido hacia el año 150 a. C. Se cree que inicialmente se recopilaron los seis primeros y que más tarde se añadieron los seis segundos; los dos grupos parecen complementarse, ya que desde Oseas hasta Miqueas se plantea la cuestión de la iniquidad, y desde Nahúm hasta Malaquías se proponen soluciones.
Muchos, aunque no todos, los estudiosos modernos coinciden en que el proceso de edición que dio lugar al Libro de los Doce alcanzó su forma definitiva en Jerusalén durante el periodo aqueménida (538-332 a. C.), aunque hay desacuerdo sobre si esto ocurrió en una fase temprana o tardía.
La comparación de diferentes manuscritos antiguos indica que el orden de los libros individuales era originalmente flexible. La disposición que se encuentra en las Biblias actuales es aproximadamente cronológica. Primero vienen los profetas que datan del período asirio temprano: Oseas, Amós, Abdías, Jonás y Miqueas; Joel no tiene fecha, pero posiblemente se colocó antes de Amós porque partes de un versículo cerca del final de Joel (3.16 [«4.16 en hebreo»]) y uno cerca del comienzo de Amós (1.2) son idénticos. También podemos encontrar tanto en Amós (4.9 y 7.1-3) como en Joel una descripción de una plaga de langostas. A estos les siguen los profetas que se sitúan en el periodo asirio posterior: Nahúm, Habacuc y Sofonías. Por último, vienen los que se sitúan en el periodo persa: Ageo, Zacarías y Malaquías, aunque algunos estudiosos datan el «Segundo Zacarías» en la era helenística. Sin embargo, es importante señalar que la cronología no fue la única consideración, ya que «parece que [también] se prestó especial atención a Jerusalén y Judá. Por ejemplo, se entiende generalmente que Abdías refleja la destrucción de Jerusalén en el 586 a. C., y, por lo tanto, encajaría más tarde en una secuencia puramente cronológica.

### Debates académicos
En el siglo XXI, «las afirmaciones sobre la influencia o los orígenes del período persa se han multiplicado».
El reciente Oxford Handbook of the Minor Prophets Jason Radine resume el actual «giro persa» en los estudios sobre los profetas menores. Se refiere a una tendencia académica que data gran parte de la composición y edición bíblica de los Profetas Menores en el periodo persa (539-323 a. C.). Esta tendencia tiene sus raíces en teorías académicas anteriores, como la hipótesis de Graf-Wellhausen, que sugería que algunos elementos del Pentateuco, en particular los escritos «sacerdotales», se originaron durante la era persa. Además, el argumento del siglo XVII de Spinoza de que Esdras fue el autor de gran parte de la Biblia en hebreo influyó en esta perspectiva.
Esta tendencia ha cobrado impulso a medida que un número cada vez mayor de estudiosos postula ahora que muchos libros proféticos, que antes se suponía que databan de períodos anteriores, probablemente se finalizaron o se editaron de forma significativa durante el período persa. Investigadores como Reinhard Kratz distinguen entre los oráculos originales de los profetas del antiguo Oriente Próximo y las obras literarias posteriores que se les atribuyen, que reflejan el esfuerzo de los escribas que las editaron posteriormente.
Sin embargo, otros estudiosos se han opuesto a esta teoría. Por ejemplo, Heath Dewrell sostiene que muchas características literarias del Libro de Oseas también se encuentran en las profecías neoasirias. Dado que estos textos proféticos fueron escritos en una época cercana a la de Oseas y no fueron editados sustancialmente siglos después de la época de sus autores, Dewrell no encuentra ninguna razón para pensar que el libro bíblico haya sido objeto de una edición importante.
Aunque datar textos del periodo persa es adecuado para libros como Hageo y Zacarías, que mencionan explícitamente esa época, los estudiosos advierten contra la simplificación excesiva del proceso de datación. Radine sostiene que categorizar demasiado material bíblico como producción de la era persa corre el riesgo de oscurecer el complejo y largo desarrollo de la literatura bíblica. En particular, la diversidad de temas, estilos literarios y perspectivas teológicas de los Profetas Menores sugiere que su formación abarcó un período mucho más largo que la sola era persa.
El erudito Ehud Ben Zvi sugiere que gran parte del material bíblico del período persa se produjo dentro de la comunidad relativamente pequeña e interconectada de Jerusalén, donde los escribas probablemente conocían las obras de los demás.  Esta opinión destaca la importancia de comprender cómo se formaron estos textos dentro de sus contextos históricos y culturales. Sin embargo, Radine sostiene que este enfoque corre el riesgo de pasar por alto material anterior al período persa, pero que posteriormente fue editado o integrado en estos textos.

## Conmemoración cristiana
En la Iglesia católica, los doce profetas menores son leídos en el Breviario durante la cuarta y quinta semana del mes de noviembre, que son las dos últimas semanas del año litúrgico. Colectivamente su santidad se conmemora el 31 de julio, en el Calendario de los Santos de la Iglesia apostólica armenia.